# فريدريك بيتس
فريدريك بيتس (بالإنجليزية: Frederick Bates) هو قاضي ومحامي أمريكي، ولد في 23 يونيو 1777 في Belmont, Virginia ‏ في الولايات المتحدة، وتوفي في 4 أغسطس 1825 في تشيسترفيلد في الولايات المتحدة.

## وصلات خارجية
- فريدريك بيتس على موقع الموسوعة البريطانية (الإنجليزية)